# Lawe Melang
Lawe Melang is een bestuurslaag in het regentschap Aceh Selatan van de provincie Atjeh, Indonesië. Lawe Melang telt 399 inwoners (volkstelling 2010).